# Stipel
Società Telefonica Interregionale Piemontese e Lombarda S.A. (en sigle STIPEL) est une société téléphonique italienne active entre 1924 et 1964 dans les régions du Piémont et de Lombardie.

## Histoire
La société est fondée le 10 juin 1924 à Turin avec le nom de "Società Telefonica Piemontese" (STEP). En 1925, le territoire national italien est découpé en 5 régions géographiques : la STIPEL obtient les concessions téléphoniques pour le Piémont. La TELVE obtient la Vénétie, la TETI obtient les provinces thyrénéennes (Ligurie, Toscane, une partie du Latium, Sardaigne et une petite partie de l'Ombrie), la TIMO obtient l'Émilie-Romagne, les Abruzzes, les Marches et la plus grande partie de l'Ombrie, et la SET, la Campanie, les Pouilles, le Basilicate, la Calabre, la Sicile et une partie du Latium.
La STEP n'a pas le capital suffisant pour obtenir la concession au gouvernement italien et fait appel à l'entreprise d'électricité Alta Italia, contrôlée par la SIP, pour augmenter son capital dont le montant s'élève alors à 100 milliards de lire. La STEP change de nom et devient alors la STIPEL.
En 1964, la Stipel et les 4 autres sociétés téléphoniques italiennes fusionnent dans la Società Italiana per l'Esercizio Telefonico, l'ancienne Società Idroelettrica Piemontese nationalisée en 1963. La SIP fusionne avec d'autres entreprises pour devenir Telecom Italia en 1994.